# اسپرینگ ولی (مینه‌سوتا)
اسپرینگ ولی، مینه‌سوتا (به انگلیسی: Spring Valley, Minnesota) یک شهر در ایالات متحده آمریکا است که در شهرستان فیلمور واقع شده‌است.

## خصوصیات
اسپرینگ ولی ۶٫۵۵ کیلومترمربع مساحت و ۲٬۴۷۹ نفر جمعیت دارد و ۳۸۸ متر بالاتر از سطح دریا واقع شده‌است.